# Hypolimnas ornamentalis
Hypolimnas ornamentalis är en fjärilsart som beskrevs av Hans Fruhstorfer 1912. Hypolimnas ornamentalis ingår i släktet Hypolimnas och familjen praktfjärilar. Inga underarter finns listade i Catalogue of Life.